# Mediatore
Mediatore är ett italienskt kortspel och spelas med en traditionell italiensk kortlek med 40 kort eller med en vanlig fransk-engelsk kortlek, där 8:or, 9:or och 10:or tagits bort. Fyra spelare deltar. 
Genom en enkel budgivning utses en spelförare, som kan välja mellan att spela ensam mot de övriga deltagarna eller att fråga efter ett visst kort, varvid den spelare som har detta kort på hand blir spelförarens partner.
Man spelar om stick, och spelet går ut på att få poäng genom att vinna det sista sticket och stick som innehåller poänggivande kort. Till dessa kort hör först och främst essen, men också 2:orna, 3:orna och bildkorten ger poäng.